# Armamentario missilistico cinese dopo la seconda guerra mondiale
A partire dalla fine degli anni cinquanta, l'aviazione dell'Esercito Popolare di Liberazione venne dotata di missili aria aria sempre più sofisticati, inizialmente importati e in seguito prodotti dall'industria nazionale.

## Crescita tecnologica e produttiva
I missili cinesi sono stati sviluppati nel corso degli anni per ogni genere di applicazione e in decine di progetti diversi, la dipendenza da tecnologie estere, accettata per recuperare in fretta il gap con le principali nazioni industrializzate, ha portato spesso a copie più o meno migliorate di progetti vecchi o quantomeno parzialmente superati.
Un'analisi scritta nel 2005 dal DOD suggerisce che a partire dalla metà degli anni novanta la produzione bellica cinese è stata soggetta ad un incremento nella sua modernizzazione, e un successivo rapporto DOD del 2008 spiega che questi progressi sono favoriti dall'incremento della spesa nella ricerca tecnologica e scientifica applicata alla difesa. Tutto questo è vero anche per le armi nella categoria degli ordigni aria-aria (ovvero nati per il combattimento ed intercettazione aerea) che furono inizialmente per lo più copie di progetti russi o occidentali, spesso migliorati con il tradizionale pragmatismo cinese, unendo tecnologie  tra di loro originariamente presenti in progetti indipendenti, o con sviluppi progettuali (sempre più numerosi) autoctoni.

## Evoluzione dell'armamento
Il primo missile in dotazione fu il K-5M sovietico importato dal settembre 1958, del quale la Cina iniziò a studiarne la produzione casalinga con la PL-1, effettuando dei test nel deserto del Gobi nel novembre 1959. L'iniziativa cinese, dapprima supportata tecnicamente dai sovietici, ebbe un rallentamento al cessare di questa assistenza e la fase di ricerca si concluse positivamente nell'aprile 1964. Dall'ottobre 1965 il PL-1 venne prodotto interamente in fabbriche cinesi, dieci anni dopo l'inizio della produzione del modello russo..
Il successivo missile chiamato PL-2 era la versione cinese, sviluppata nel 1967, dell'AA-2 Atoll sovietico, a sua volta una versione derivata da ingegneria inversa del AIM-9B statunitense, a quel tempo il più avanzato ordigno nella sua classe. Il missile venne prodotto sia dalla Cina che dall'Unione Sovietica prendendo a modello un esemplare di AIM-9B, recuperato inesploso, lanciato contro un caccia cinese da un aviogetto di Taiwan nel settembre 1958 in piena guerra fredda durante la seconda crisi dello stretto di Taiwan.
Nel 1965 la Cina iniziò la progettazione del suo primo missile aria aria interamente cinese, denominato PL-3, come modello con caratteristiche superiori al precedente, tuttavia le difficoltà tecniche ne resero tanto complicato lo sviluppo che l'ordigno venne giudicato valido per l'operatività solamente nel 1980.
Nel 1966 venne iniziata la progettazione di un secondo sistema missilistico cinese, chiamato PL-4, ispirato allo statunitense AIM-7D Sparrow, tuttavia il progetto ebbe numerose traversie tecniche e politiche; i primi esemplari utilizzabili furono prodotti nel 1984 e questo progetto venne definitivamente cancellato nel 1985 per le scarse prestazioni.
Sempre nel 1966 iniziarono le ricerche per il miglioramento del precedente PL-2 con la progettazione del PL-5: motore più potente, sensore più sensibile e maggiore agilità, specie nel modello PL-5B. I miglioramenti furono possibili studiando esemplari inesplosi dei più avanzati modelli sempre della serie AM-9 catturati nel corso della Guerra del Vietnam. Questo missile venne anche esportato in vari paesi africani ed asiatici.
La ricerca per un nuovo modello di missile iniziò nel 1977 con un'attenta analisi delle connesse problematiche tecniche, (allargando la ricerca ad altre tecnologie, oltre ai modelli russi ed americani) produttive ed economiche. Il risultato di questa analisi diede il via al progetto di un missile, chiamato PL-7 che è ritenuto un clone del Matra R.550 Magic francese, missile aria aria a guida infrarossa. Il PL-7 venne sviluppato in un arco di 5 anni a partire dal 1982 e la sua produzione divenne di serie dal 1987, segnando un significativo passo avanti nell'intervallo di tempo occorrente fra l'inizio di un progetto costruttivo ed il suo completamento.
Agli inizi degli anni ottanta Cina e Israele svilupparono progetti di assistenza militare; a giudizio dei militari israeliani il loro Rafael Python si era dimostrato superiore allo statunitense AIM-9L Sidewinder durante la Guerra del Libano e i due governi firmarono un accordo a fine 1982 per l'acquisto da parte della Cina di un  quantitativo di questo missile, la cui fornitura, consistente in 1200 kit per la sua costruzione, iniziò nel 1983. La Cina riorganizzò la sua sovrastruttura progettuale e costruttiva missilistica per fabbricare su licenza il missile rinominato come  PL-8 a Luoyang dalla Accademia cinese dei missili aria -aria, nota anche come Istituto 607. Si trattava di uno dei più potenti missili della categoria, i primi esemplari assemblati con un kit israeliano vennero prodotti fra il 1988 e 1989, in seguito il supporto israeliano decrebbe e i primi modelli ingegnerizzati dai cinesi furono testati all'inizio degli anni novanta e verso la fine degli anni '90 la Cina divenne autonoma nella loro produzione.

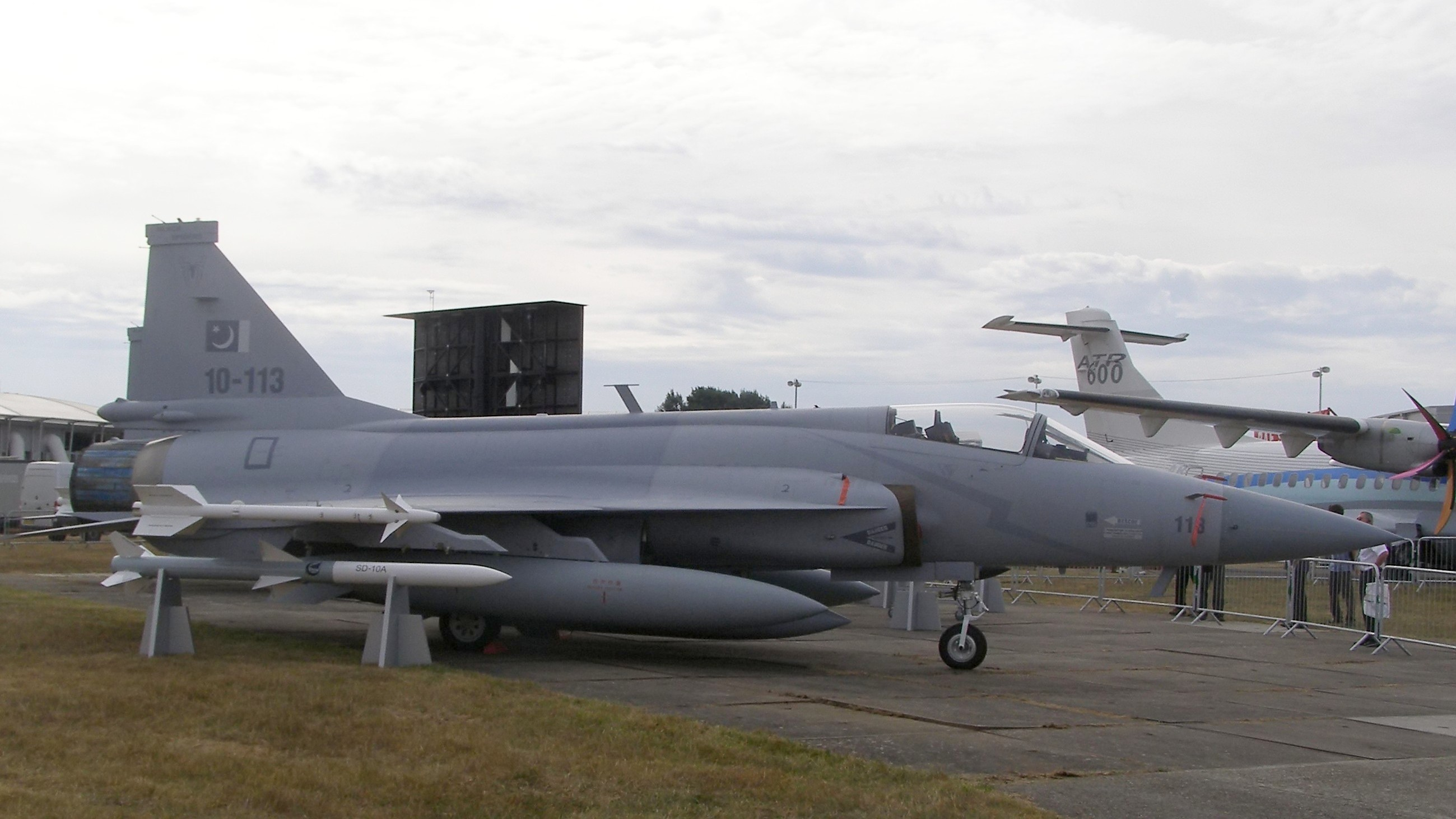
Il PL-12 nella versione SD-10, sostenuto da un cavalletto sotto l'ala di un caccia JF-17 della Pakistani Fida'iyye, l'aeronautica militare pakistana.

Le tecnologia di ricerca bersaglio del PL-8 venne quindi implementata dai cinesi nel loro PL-9 frutto di un progetto interamente cinese, iniziato nel 1986, combinante alcune delle tecnologie sviluppate per i precedenti modelli PL-5 e PL-7 e la cui produzione in serie iniziò nel 1989. L'ordigno, a seguito dello sviluppo economico dell'industria bellica cinese e della sua ricerca di mercati esteri venne anche presentato al Salone internazionale dell'aeronautica e dello spazio di Parigi-Le Bourget del 1991.
Negli anni novanta la Cina produsse il PL-10 clone dell'Selenia Aspide, a sua volta basato sulle prime versioni dello Sparrow, aggiornandone le tecnologie (l'Aspide è entrato in servizio nel 1977, 19 anni dopo lo Sparrow E).. Secondo N. Friedman  alcuni esemplari di Aspide vennero segretamente venduti dall'Italia alla Cina nel periodo 1988 - 1989, nonostante l'embargo causata dai fatti di Tienanmen, che bloccò una più sostanziosa fornitura di 100 missili a cui avrebbe potuto seguire la cessione della licenza di costruzione.
Il PL-10 venne quindi migliorato con una versione con guida radar attiva di produzione nazionale (un piccolo radar nel muso, prodotto dalla Leihua Electronic Technology Research Institute) e denominato PL-11.
Nel 1997 iniziò lo sviluppo del missile PL-12 a guida radar attiva, provato con successo nel 2005 e costruito dalla China Academy of Air-to-Air Missile. Il missile viene anche commercializzato nei paesi stranieri con il nome di SheDian-10 (SD-10).